# KULAK
 (septembre 2022).
La Katholieke Universiteit Leuven Campus Kortrijk ou la K.U.L.A.K. (en français Université catholique de Louvain campus de Courtrai) est une université néerlandophone belge, dont le siège est à Courtrai. Malgré le remplacement de la lettre A (du mot afdeling (section)) dans le nom KULAK par la lettre C (du mot campus), le nom « KULAK » demeure l'appellation courante.
Le principal organisateur et bâtisseur de l'université courtraisienne fut le Brugeois Monseigneur Guido Maertens (nl), qui en fut le recteur de 1971 à 1991. À sa tête, depuis 2009, se trouve le recteur Jan Beirlant qui fait partie également du comité directeur.  
La K.U.L.A.K. offre des formations académiques de base (academische bachelors) et plusieurs formations continues. 

## Facultés
L’université de Courtrai compte actuellement douze facultés.
Le Campus Courtrai offre les deux premières années pour les disciplines suivantes : 
- Sciences biomédicales
- Sciences économiques et gestion
- Philosophie et lettres
- Histoire
- Droit
- Mathématiques
- Physique
- Informatique
- Chimie
- Biologie

La KULAK organise les bachelors (trois années) pour les directions :
- Médecine et sciences de la santé
- Pharmacie
- Pédagogie

## Bâtiments

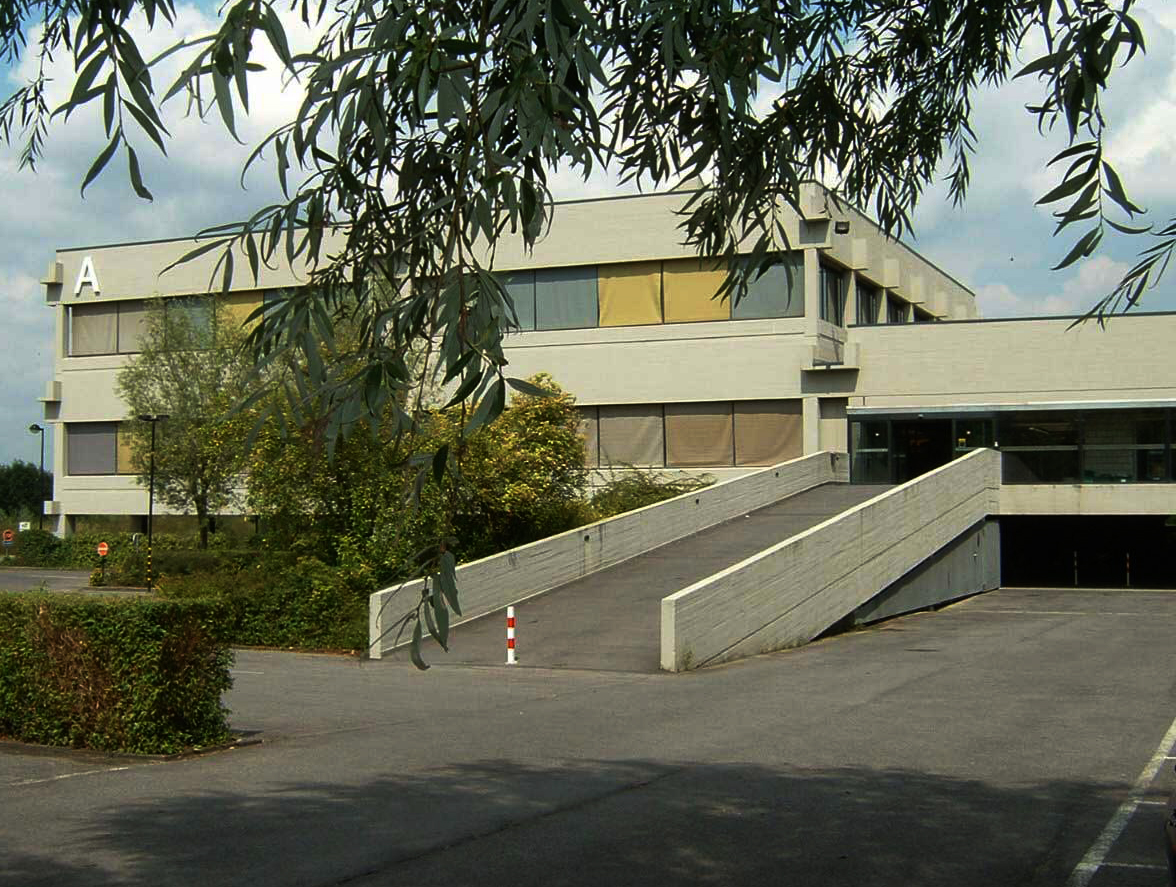
Entrée du bâtiment A

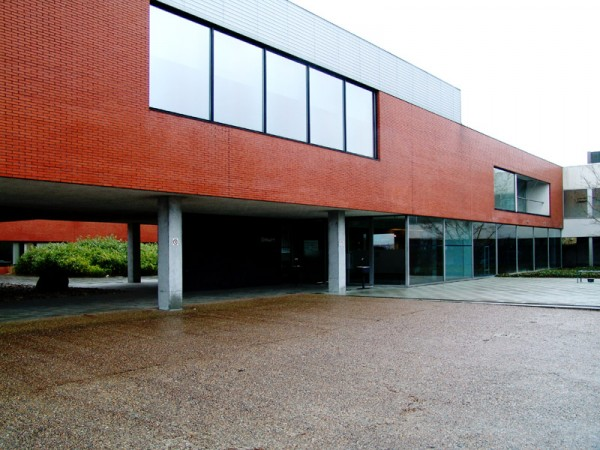
Bâtiment B

L'université se situe au quartier Haut-Courtrai, au sud du centre-ville de Courtrai (Étienne Sabbelaan). Le Campus est constitué de plusieurs bâtiments, tous reliés par la Spina.

## Divers
La bibliothèque de l'Université de Courtrai contient la Bibliothèque des Pays-Bas francophones (une collection consacrée à la littérature et à l'histoire des Pays-Bas Français) et les Archives des Pays-Bas francophones conservant des documents au sujet des mouvements régionalistes dans le Nord de la France.